# Santa Comba (Galiza)

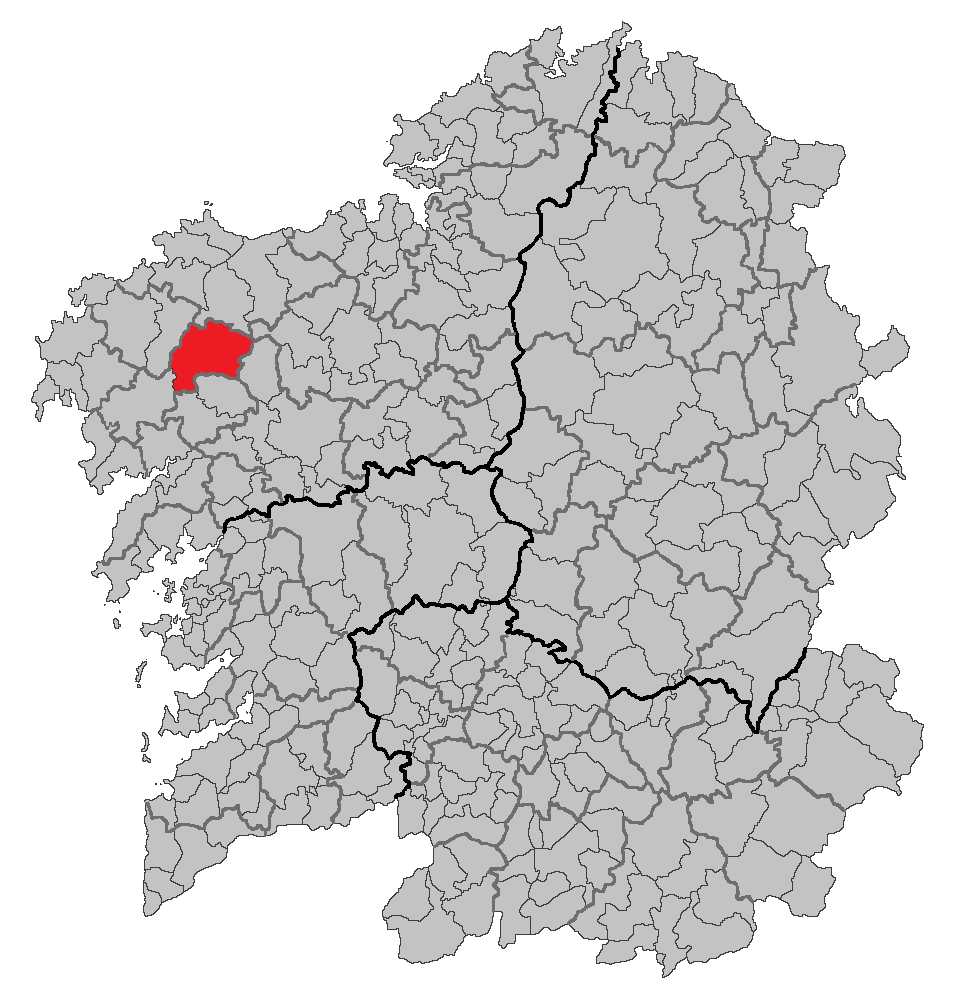
Localização de Santa Comba (Espanha)

Santa Comba é um município da Espanha na província 
da Corunha, 
comunidade autónoma da Galiza, de área 203,1 km² com 
população de 10588 habitantes (2007) e densidade populacional de 52,31 hab/km².

## Demografia
| Variação demográfica do município entre 1991 e 2004 | Variação demográfica do município entre 1991 e 2004 | Variação demográfica do município entre 1991 e 2004 | Variação demográfica do município entre 1991 e 2004 |
| --------------------------------------------------- | --------------------------------------------------- | --------------------------------------------------- | --------------------------------------------------- |
| 1991                                                | 1996                                                | 2001                                                | 2004                                                |
| 11439                                               | 11109                                               | 10794                                               | 10704                                               |